# BMO-1
BMO-1（ロシア語: БМО-1）とは、ロシア軍海兵隊の火炎放射部隊輸送用装甲車（APC）である。内部にサーモバリック爆薬や焼夷弾を放てるRPOロケットランチャーを22本搭載し、トーチカや要塞等を攻撃する火炎放射歩兵部隊に提供する。BMP-2をベースにして、2001年に制式化された。
装備は30mm 2А42、7.62mmPK (機関銃)でRWS化している。もともとの歩兵座席部の片側をロケットランチャーと火炎放射装置用のラックに改造している。
移動する乗員に少しでも快適に過ごしてもらうため、テント・オーブン・寝袋・靴棚・インフレータブルマットなどを置く棚が設置されている。